# Liste des sites et monuments classés de la wilaya de Mascara
Cet article présente une liste des sites et monuments classés de la wilaya de Mascara, en Algérie.

## Liste
| Identifiant monument | monument                                                                                                   | Description                                                                                    | Ville     | Adresse | Coordonnées    | Illustration                                                                                               |                       |
| -------------------- | --- | ---------------------------------------------------------------------------------------------- | --------- | ------- | -------------- | --- | --------------------- |
| 29-001               | Ruines de l'Antique Aquae Sienses Ruines /Ant Bou Hanifia (El Hammamet).                                   |                                                                                                |           |         | à géolocaliser | Image manquante                                                                                            | Télécharger une image |
| 29-002               | Mosquée au Douar d'El Guetna Mon.de Culte/Islam (Hacine)                                                   |                                                                                                |           |         | à géolocaliser | Image manquante                                                                                            | Télécharger une image |
| 29-003               | Mosquée de Ain Beida Mon.de Culte/Islam (Mascara)                                                          |                                                                                                |           |         | à géolocaliser | Image manquante                                                                                            | Télécharger une image |
| 29-004               | Mosquée Djemaâ El-Kebir Mon.de Culte/Islam (Mascara)                                                       |                                                                                                | Mascara   |         | à géolocaliser | Mosquée Djemaâ El-Kebir Mon.de Culte/Islam (Mascara)                                                       | Télécharger une image |
| 29-005               | Ruines de la Zaouia de Sidi Mahieddine Ruines/Mon de Culte/Islam (Sidi-Kada)                               |                                                                                                |           |         | à géolocaliser | Image manquante                                                                                            | Télécharger une image |
| 29-006               | Bains dits de « Émir Abdel Kader Thermes/Mod (Sidi Kada)                                                   |                                                                                                | Sidi Kada |         | à géolocaliser | Bains dits de « Émir Abdel Kader Thermes/Mod (Sidi Kada)                                                   | Télécharger une image |
| 29-007               | Remparts en terre avec ses créneaux ruines concernant l’Émir Abdelkader Fortif./Mod (Sidi-Kada)            |                                                                                                | Sidi Kada |         | à géolocaliser | Remparts en terre avec ses créneaux ruines concernant l’Émir Abdelkader Fortif./Mod (Sidi-Kada)            | Télécharger une image |
| 29-008               | Bois d'oliviers près des ruines se rapportant à la tradition de l’Émir Abdelkader Site Naturel (Sidi-Kada) |                                                                                                |           |         | à géolocaliser | Bois d'oliviers près des ruines se rapportant à la tradition de l’Émir Abdelkader Site Naturel (Sidi-Kada) | Télécharger une image |
| 29-009               | Gisement préhistorique de Ternifine Site/ Pré-His. (Tighenif)                                              |                                                                                                |           |         | à géolocaliser | Image manquante                                                                                            | Télécharger une image |
| 29-010               | Site de Dardara Site.Commemo./ (Mod Ghriss)                                                                | L'arbre au pied duquel les tribus ont fait allégeance à l'Emir Abdelkader le 27 novembre 1832. |           |         | à géolocaliser | Site de Dardara Site.Commemo./ (Mod Ghriss)                                                                | Télécharger une image |
| 29-011               | L’État Major de l’Émir Abdelkader Edif./Milite/Mod (Mascara)                                               |                                                                                                | Mascara   |         | à géolocaliser | L’État Major de l’Émir Abdelkader Edif./Milite/Mod (Mascara)                                               | Télécharger une image |
| 29-012               | Tribunal de l’Émir Abdelkader Edif./justice (Mascara)                                                      |                                                                                                | Mascara   |         | à géolocaliser | Tribunal de l’Émir Abdelkader Edif./justice (Mascara)                                                      | Télécharger une image |